# Portada/efemèride juny 28
Autoretrat d'Antonio Ponz
« 27 de juny · 28 de juny · 29 de juny »